# Тишковац Лички
Тишковац Лички је насељено мјесто у општини Грачац, југоисточна Лика, Република Хрватска.

## Географија
Тишковац Лички је удаљен око 51 км источно од Грачаца. Код Личког Тишковца срећу се две државе, три регије и неколико жупанија и кантона. Село је на самој граници Задарске и Шибенско-книнске жупаније (која је уједно и граница Лике и Далмације). Близу је и Личко-сењска жупанија.
Са друге стране речице Бутижнице, налази се босанско село Горњи Тишковац које припада Унско-санском кантону. Неколико километара јужније, налази се Доњи Тишковац који припада Кантону бр. 10.
Киша која пада у Личком Тишковцу отиче у Јадранско море, док киша која пада у Личкој Калдрми неколико километара северније отиче у Црно море, иако је Јадранско ближе. Лички Тишковац се налази на разводници сливова, држава, регија, жупанија и кантона, између напуштене пруге, подно планина Поштак и Илица (коју локално становништво зове Ујилица), на историјској тромеђи Аустроугарског царства, Турског царства и Млетачке републике.
Језеро познато као Бабића језеро је удаљено око 300 метара од села. Када су обилне кише и када се снегови топе, његова воде се прелива кроз порозне кречњачке стене и у виду потока хрли ка Бутижници, која даље наставља ка Книну и Крки, па према Шибенику и Јадранском мору.

## Историја
Након 1945. је био дио Босне и Херцеговине, без промјена граница од 30. марта 1953. (заједно са насељем Дреновцем из Босанскограховског котара) постао је дио НР Хрватске.
Код Тишковца Личког је пролазила жељезничка пруга, а сјеверно се налазила и жељезничка станица.
Тишковац Лички се од распада Југославије до августа 1995. године налазио у Републици Српској Крајини.

## Становништво
Тишковац Лички се до пописа становништва 1971. налазила у саставу бивше општине Срб, а до августа 1995. у саставу општине Доњи Лапац.
Према попису из 1991. године, Лички Тишковац је имао 114 становника, од којих се 113 изјашњавало као Срби.
Према попису становништва из 2011. године, насеље Тишковац Лички је имало само 15 становника.
| Националност       | 1991. | 1981. | 1971. | 1961. |
| Срби               | 113   | 133   | 207   | 256   |
| Југословени        |       | 15    |       | 3     |
| Хрвати             |       |       | 2     | 7     |
| Македонци          |       |       | 1     |       |
| остали и непознато | 1     | 1     | 2     |       |
| Укупно             | 114   | 149   | 212   | 266   |

|            | Становништво | Становништво | Становништво | Становништво | Становништво | Становништво | Становништво | Становништво | Становништво | Становништво | Становништво | Становништво | Становништво | Становништво | Становништво | Становништво |
| ---------- | ------------ | ------------ | ------------ | ------------ | ------------ | ------------ | ------------ | ------------ | ------------ | ------------ | ------------ | ------------ | ------------ | ------------ | ------------ | ------------ |
| Године     | 1857.        | 1869.        | 1880.        | 1890.        | 1900.        | 1910.        | 1921.        | 1931.        | 1948.        | 1953.        | 1961.        | 1971.        | 1981.        | 1991.        | 2001.        | 2011.        |
| Популација | 242          | 320          | 266          | 347          | 365          | 399          | 422          | 449          | 561          | 328          | 266          | 212          | 149          | 114          | 17           | 15           |

### Аустроугарски цензус из 1910.
| Село                | Становништво |
| ------------------- | ------------ |
| Осредачки Ваган     | 185          |
| Осредачко Међугорје | 25           |
| Тишковац            | 189          |

Према вероисповести, само су у Тишковцу били римокатолици, њих шесторо. Остали су били православне вере.

## Знамените личности
- Петар Бабић, генерал-пуковник ЈНА, амбасадор СФРЈ и народни херој Југославије
- Мирко Марић, четнички војвода